# Chains
A Chains egy Rhythm and Blues dal, amelyet egy amerikai lányegyüttes, a Cookies adott elő 1962-ben. A dal szerzője Gerry Goffin és Carole King voltak. A következő évben a Beatles adta elő debütáló nagylemezén.

## A Beatles-verzió
Miután a dal nagy sikert aratott, a Beatles úgy döntött, elénekli ezt a dalt. Első nagylemezük, a Please Please Me rendkívül sok feldolgozást tartalmazott, így elénekelték ezt a dalt is. A lemez negyedik számaként a "Chains" hallható.

### Közreműködő zenészek
- Ének: George Harrison
- Háttérvokál: John Lennon, Paul McCartney

Hangszerek:
- John Lennon: ritmusgitár, harmonika
- Paul McCartney: basszusgitár
- George Harrison: gitár
- Ringo Starr: dob